# Jean Leguay
Jean Charles Edmond Leguay (Chevreuse, 29 novembre 1909 – Parigi, 2 luglio 1989) è stato un funzionario francese, collaborazionista durante l'occupazione della Francia da parte della Germania nazista e coinvolto nella deportazione degli ebrei francesi..
Alto funzionario sotto il regime di Vichy, fu il delegato del segretario generale alla Police nationale, René Bousquet. Alla liberazione fu sospeso e poi destituito dalle funzioni di prefetto del dipartimento dell'Orne, il 25 maggio 1945. Iniziò allora negli Stati Uniti una carriera nel gruppo farmaceutico Warner-Lambert. Nel 1979, settantenne, fu accusato di crimini contro l'umanità per il suo ruolo nell'organizzazione del rastrellamento del Velodromo d'Inverno il 16 e 17 luglio 1942 a Parigi, ma morì prima che il suo processo avesse luogo.

## Biografia
Frequentò il liceo Montaigne e poi il Lycée Louis-le-Grand a Parigi, e poi il Lycée Lakanal a Sceaux, laureandosi poi in giurisprudenza e diplomandosi all'École libre des sciences politiques
.
Leguay Iniziò la sua carriera prefettizia come impiegato al Ministero dell'Agricoltura. Nel 1932 fu nominato capo di gabinetto del prefetto dell'Alta Savoia, poi nel novembre 1934 capo di gabinetto del ministro del Lavoro, nell'aprile 1935 segretario generale delle Basse Alpi, nel dicembre 1936 sottoprefetto di Saint-Julien-en-Genevois, nel giugno 1939 viceprefetto di seconda classe di Vitry-le-François.
Nel 1935 si era sposato con una ebrea di Buenos Aires.
Mobilitato da febbraio a luglio 1940, fu sergente di fanteria. Alla fine di ottobre 1940 fu segretario generale della Marna (il suo prefetto fu René Bousquet), il 18 dicembre 1941 capo gabinetto del prefetto delegato nei territori occupati e promosso al grado di viceprefetto di prima classe.
Il 16 aprile 1942 fu nominato delegato del segretario generale della polizia (René Bousquet) nei territori occupati. Fu proosso allora prefetto di terza classe, poi fuori classe. All'inizio di luglio partecipò, con Theodor Dannecker, alla commissione preparatoria del rastrellamento del Velodromo d'Inverno del 16 e 17 luglio 1942. 
 Il 13 agosto dichiarò a Dannecker che il primo trasporto di ebrei dalla "zona libera" (il territorio sotto il regime di Vichy) avrebbe attraversato il 17 agosto la linea di demarcazione e che i convogli provenienti dal sud della zona libera sarebbero stati diretti verso il campo di internamento di Drancy, dove sarebbero stati «mescolati» ai bambini ebrei provenienti dai campi situati nella zona occupata, Beaune-la-Rolande e Pithiviers. Ai tedeschi che gli suggerivano di consegnare anche i bambini ebrei della zona sud, rispondeva che gli ebrei «apolidi» vi erano già stati rastrellati e che avrebbe fatto tutto il possibile per raggiungere un numero sufficiente di ebrei
.
Nel dicembre 1943 Leguay fu sollevato dall'incarico (insieme a René Bousquet, come al conferimento). Il 30 gennaio 1944 fu nominato prefetto dell'Orne (in Normandia, ancora sotto occupazione tedesca), ma l'11 novembre 1944, dopo la liberazione di Parigi, fu sospeso dal servizio con decorrenza dal 15 agosto, poi destituito il 25 maggio 1945. Non esercitò più alcuna funzione prefettizia, ma la sua destituzione fu annullata dal Consiglio di Stato nel maggio 1955 e, anzi, nel 1957 fu addirittura reintegrato nel ruolo prefettizio, dal quale fu pensionato nel 1966.
Nei successivi trent'anni, comunque, il prefetto Leguay si rifece una vita interessante:
- dall'ottobre 1945 al giugno 1946 fu direttore a New York dei "servizi permanenti del gruppo professionale delle industrie artistiche e creative".
- Dal 1950 al 1957 fu vicepresidente della distribuzione di profumi Nina Ricci negli Stati Uniti.
- Dal 1958 al 1970 divenne direttore generale dei gruppi francesi di società affiliate al gruppo chimico-farmaceutico Warner-Lambert negli Stati Uniti, poi fino al dicembre 1974, quando andò in pensione, fu presidente della Warner-Lambert International (Europa, Africa, Medio Oriente, India e Pakistan).

Nel 1979 fu aperta contro di lui un'azione legale per crimini contro l'umanità, la prima mai lanciata in Francia, per la partecipazione al rastrellamento del Vélodrome; un'ulteriore accusa per crimini contro l'umanità gli fu mossa nel 1986 nell'ambito dell'affare Maurice Papon e dell'arresto e della deportazione a Bordeaux, tra il giugno 1942 e l'agosto 1944, di 1690 ebrei. Dichiaratosi disponibile alla giustizia nel proprio domicilio, malato, non fece mai neppure un giorno di prigione, e la morte gli risparmiò il processo.
.